# Giuseppe Giavardi
Giuseppe Giavardi (Lodi, 3 luglio 1953) è un allenatore di calcio ed ex calciatore italiano, di ruolo attaccante.

## Carriera
Ala destra cresciuta nell'Inter, nel 1974 passa al Como con cui debutta in Serie B.
Dopo un anno in Serie C al Lecco, con cui mette a segno 14 reti, torna tra i cadetti disputando una stagione con il Novara e segnando 7 gol nel campionato 1976-1977 che vede il Novara retrocedere in Serie C. L'anno successivo gioca ancora con i piemontesi e successivamente passa al Treviso.
Nel 1979 torna a Lecco, in Serie C1, e conclude la sua carriera nel 1982 dopo un anno all'Acireale e un altro al Fanfulla.